# The Heirs – Highschool der Superreichen
The Heirs – Highschool der Superreichen (koreanischer Originaltitel: 왕관을 쓰려는 자, 그 무게를 견뎌라 – 상속자들) ist eine südkoreanische Dramaserie, die von Hwa&Dam Pictures umgesetzt wurde. Im deutschsprachigen Raum wurde die Serie erstmals am 15. Januar 2015 von MyVideo mit deutschen Untertiteln veröffentlicht. Die deutschsprachige TV-Premiere der Serie fand am 13. April 2024 auf dem Pay-TV-Sender RTL Passion statt.

## Handlung
Die Handlung folgt einer Gruppe wohlhabender, privilegierter Schüler einer Eliteschule, die im Begriff sind, das Geschäftsimperium ihrer Familien zu übernehmen. Doch bevor sie so weit sind, müssen sie noch einige Hürden überwinden und an ihnen wachsen, während sie sich mit der größten Herausforderung ihres Alters auseinandersetzen müssen: der Liebe.

## Besetzung
| Rolle           | Schauspieler   |
| --------------- | -------------- |
| Kim Tan         | Lee Min-ho     |
| Cha Eun-sang    | Park Shin-hye  |
| Choi Young-do   | Kim Woo-bin    |
| Rachel Yoo      | Kim Ji-won     |
| Lee Bo-na       | Krystal Jung   |
| Jeon Hyun-joo   | Lim Ju-eun     |
| Yoon Chan-young | Kang Min-hyuk  |
| Kim Won         | Choi Jin-hyuk  |
| Lee Hyo-shin    | Kang Ha-neul   |
| Jo Myung-soo    | Park Hyung-sik |
| Kang Ye-sol     | Jeon Soo-jin   |
| Han Ki-ae       | Kim Sung-ryung |
| Kim Nam-yoon    | Jung Dong-hwan |

## Episodenliste
| Nr. | Deutscher Titel      | Originaltitel | Erstausstrahlung (Südkorea) | Deutschsprachige Erstveröffentlichung (D/A/CH) |
| --- | -------------------- | ------------- | --------------------------- | ---------------------------------------------- |
| 1   | Schwestern           | 1회           | 9. Okt. 2013                | 15. Jan. 2015 A 13. Apr. 2024 B                |
| 2   | Das Strandhaus       | 2회           | 10. Okt. 2013               | 15. Jan. 2015 A 20. Apr. 2024 B                |
| 3   | Der Anruf            | 3회           | 16. Okt. 2013               | 15. Jan. 2015 A 27. Apr. 2024 B                |
| 4   | Sitznachbarn         | 4회           | 17. Okt. 2013               | 15. Jan. 2015 A 4. Mai 2024⁠⁠ B                  |
| 5   | Väter                | 5회           | 23. Okt. 2013               | 15. Jan. 2015 A 11. Mai 2024⁠⁠ B                 |
| 6   | Das Wiedersehen      | 6회           | 24. Okt. 2013               | 15. Jan. 2015 A 18. Mai 2024⁠⁠ B                 |
| 7   | Rangordnung          | 7회           | 30. Okt. 2013               | 15. Jan. 2015 A 25. Mai 2024⁠⁠ B                 |
| 8   | Fragezeichen         | 8회           | 31. Okt. 2013               | 15. Jan. 2015 A 1. Jun. 2024⁠⁠ B                 |
| 9   | Frust                | 9회           | 6. Nov. 2013                | 15. Jan. 2015 A 8. Jun. 2024 B                 |
| 10  | Streitereien         | 10회          | 7. Nov. 2013                | 15. Jan. 2015 A 15. Jun. 2024 B                |
| 11  | Konfrontation        | 11회          | 13. Nov. 2013               | 15. Jan. 2015 A 22. Jun. 2024 B                |
| 12  | Emotionales Wirrwarr | 12회          | 14. Nov. 2013               | 15. Jan. 2015 A 29. Jun. 2024⁠⁠ B                |
| 13  | Unerwartete Schritte | 13회          | 20. Nov. 2013               | 15. Jan. 2015 A 6. Jul. 2024⁠⁠ B                 |
| 14  | Zwischen den Fronten | 14회          | 21. Nov. 2013               | 15. Jan. 2015 A 13. Jul. 2024 B                |
| 15  | Schlechte Noten      | 15회          | 27. Nov. 2013               | 15. Jan. 2015 A 20. Jul. 2024⁠⁠ B                |
| 16  | Das Vermächtnis      | 16회          | 28. Nov. 2013               | 15. Jan. 2015 A 27. Jul. 2024 B                |
| 17  | In Sicherheit        | 17회          | 4. Dez. 2013                | 15. Jan. 2015 A 3. Aug. 2024 B                 |
| 18  | Die Prügelei         | 18회          | 5. Dez. 2013                | 15. Jan. 2015 A 10. Aug. 2024 B                |
| 19  | Arrangements         | 19회          | 11. Dez. 2013               | 15. Jan. 2015 A 17. Aug. 2024⁠⁠ B                |
| 20  | Das Opfer            | 20회          | 12. Dez. 2013               | 15. Jan. 2015 A 24. Aug. 2024⁠⁠ B                |